# Людовик III де Монпансье
Людовик III де Бурбон, герцог де Монпансье (фр. Louis III de Bourbon, duc de Montpensier; 10 июня 1513, Мулен — 23 сентября 1582, Champigny-sur-Veude) — французский принц крови, по отцу — двоюродный брат Карла IV де Бурбона, по матери — племянник и ближайший наследник коннетабля де Бурбона.

## Жизнь
Старший сын принца Луи де Бурбона (1473—1520), принца де Ла-Рош-сюр-Йон, и Луизы де Бурбон (1482—1561), герцогини де Монпансье.
В молодости принц де Ла-Рош-сюр-Йон (таков был титул его отца) служил под началом Анна де Монморанси в итальянских кампаниях. Род Бурбонов в то время находился в опале по причине измены брата его матери, коннетабля де Бурбона.
В 1538 году Людовик согласился взять в жёны Жаклин де Лонгви (до 1520—1561), графиню де Бар-сюр-Сен, дочь Жана IV де Лонгви (ум. 1520), сеньора де Гиври, барона де Пагни и Миребо, и Жанны Ангулемской (ок. 1490 — после 1531/1538), графини де Бар-сюр-Сен, узаконенную племянницу короля Франции Франциска I Валуа. По этому случаю король вернул его матери часть конфискованных у коннетабля земель, включая графство Монпансье (возвышенное до степени герцогства). Позднее Людовик получил от короля также «суверенную землю» Домб и Оверньское Дофине.

Подобно другим французским вельможам, Людовик де Монпансье попал в плен к испанцам при сдаче Сен-Кантена (1557), где под ним убило лошадь. Поначалу под влиянием жены Людовик весьма благосклонно относился к гугенотам; ходили даже слухи о его намерении принять кальвинизм. После смерти жены в 1561 г. он стал ярым католиком, присоединился к партии Гизов и в 1570 году взял в жёны юную Екатерину де Гиз (1552—1596) — сестру Генриха Меченого (и одну из главных героинь романа А. Дюма «Сорок пять»). Он провёл множество сражений против гугенотов: отличился при Жарнаке, отвоевал у них Ангулем и Коньяк, приветствовал Варфоломеевскую ночь. За верность католической партии король направлял его управлять Туренью, Анжу и Бретанью. 

## Дети
Первой супругой герцога была Жаклин де Лонгви (до 1520—1561) дочь Жанны графини де Бар-сюр-Сьен (внебрачной дочери Карла Ангулемского) и Жана IV де Лонгви, барона де Паньи и де Мирабо-ан-Бургонь. В этом браке родилось шестеро детей:
- Франсуа де Бурбон, герцог де Монпансье (1542—1592) — дед Марии де Бурбон-Монпансье, наследницы герцогства Монпансье, жены Гастона Орлеанского, матери Анны де Монпансье.
- Франсуаза де Бурбон-Монпансье (1539—1587) — кальвинистка, жена Генриха Роберта де Ламарка, 1-го князя Седанского.
- Анна де Бурбон-Монпансье (1540—1572) — жена Франциска II Клевского, герцога Неверского.
- Жанна де Бурбон-Монпансье (1541—1572) — настоятельница монастыря в Жуарре.
- Луиза де Бурбон-Монпансье (1548—1586) — настоятельница монастыря в Фармутье.
- Шарлотта де Бурбон-Монпансье (1547—1582) — жена Вильгельма I Оранского; их дочери вышли замуж за французских вельмож Анри де Латура и Клода де Ла Тремуйля.

В 1570 году Людовик женился на Екатерине Марии Лотарингской (1552—1596) — дочери Франсуа I Лотарингского, 2-го герцога Гиза и Анны д’Эсте, внучки Людовика XII.
О семье герцога де Монпансье (о браке его старшего сына с Рене де Мезьер) рассказывает мадам де Лафайет в психологической повести «Принцесса де Монпансье» (1662), экранизированной Бертраном Тавернье в 2010 году.